# Сукре, Антонио Хосе
Анто́нио Хосе́ Франси́ско де Су́кре-и-Алькала́ (исп. Antonio José Francisco de Sucre y Alcalá, 3 февраля 1795, Кумана, Новая Гранада, ныне Венесуэла — 4 июня 1830, близ Пасто, департамент Нариньо, Колумбия) — верховный военный правитель Перу в 1823 году, один из лидеров войны за независимость испанских колоний в Латинской Америке в 1810—1826. Президент Боливии с 19 июня 1826 по 18 апреля 1828.

## Биография
Родился в аристократической семье маркиза Перу, губернатора колумбийской провинции Новая Андалусия генерал-капитанства Венесуэла (фламандского происхождения) и испанской дворянки. В 7 лет потерял мать.
Ещё подростком был отправлен в Каракас на попечение своего крёстного отца, архидиакона собора, пресвитера Антонио Патрисио де Алькала, чтобы начать учёбу в военно-инженерной школе. В 1809 году вместе со своим братом Педро стал курсантом гусарской роты, организованной губернатором провинции Новая Андалусия в г. Кумана.
С 1810 года младший лейтенант регулярных пехотных ополчений. С 31 июля 1811 года лейтенант.

## Участие в борьбе за независимость
3 июля 1812 года в числе известных граждан подписал акт военного совета, который собрался в тот день для урегулирования вопроса о безопасности объявленной независимой Республики, объявленной независимой, и захвата части штата Миранда группой сторонников короля Испании Фердинанда VII.
После капитуляции генерала Франсиско Миранды 25 июля 1812 года, амнистированного генерал-капитаном Венесуэлы Хуаном Монтеверде, Сукре вернулся в Куману. В 1813 году под командованием генерала Сантьяго Мариньо он входит в группу республиканцев, известную как «Освободители Востока», и непосредственно участвует в войсковых операциях по освобождению этой части Венесуэлы. Как адъютант генерала Мариньо, в 1814 году он присутствовал при соединении войск Востока с войсками Запада в долине Арагуа. В том же году его братья Педро, Винсент и Магдалена были расстреляны роялистами (всего же не менее 14 его ближайших родственников погибли в войне за независимость). В 1815 году, сражаясь под командованием генерала Хосе Франсиско Бермудеса при Матурине, потерпел поражение и, после отступления, был вынужден отплыть сначала на Антильские острова, а потом вернуться в Картахену. Там он руководил фортификационными работами для обороны города от предстоявшей осады войсками Пабло Морильо, затем отплыл на Гаити.
По возвращении в Венесуэлу потерпел кораблекрушение в заливе Пария. В 1816 году генерал С. Мариньо назначил его начальником своего штаба и повысил в звании до полковника. Он же в 1817 году назначил А. х. Сукре главой провинции Кумана. В том году А. Х. Сукре переезжает в Гвиану, где подчиняется Симону Боливару.
17 сентября 1817 года получил от С. Боливара назначение губернатором старой Гвианы и генерал-майором Нижнего Ориноко, а также поручение сформировать батальон «Ориноко». 7 октября был назначен начальником штаба дивизии провинции Кумана (командующий — генерал Ф. Бермудес). В августе 1819 года он был произведён в бригадные генералы. В этом звании возглавил успешную миссию на Антильские острова с целью приобретения оружия и боеприпасов. В 1820 году временно возглавлял ведомство Военных и Военно-Морских Сил и некоторое время фактически являлся действующим главой государства
В 1820 году был назначен начальником штаба лидера борьбы за независимость колоний Симона Боливара и стал его ближайшим соратником. В тот же год, благодаря протекции Боливара, Сукре получил чин генерала и получил приказ освободить Великую Колумбию (ныне Эквадор) от испанской армии.
После освобождения Новой Гранады и создания Республики Колумбия 26 ноября 1820 года в городке Санта-Ана-де-Трухильо было подписан договор о перемирии и урегулировании военных действий. Сукре разработал этот договор, который Боливар посчитал «самым красивым памятником благочестия, применяемым к войне». Документы, подготовленные и составленные Сукре, означали его первое дипломатическое выступление и временное прекращение вооружённой борьбы между патриотами и роялистами и прекращение боевых действий, начавшихся в 1813 году. «Перемирие Санта-Аны» позволило Боливару выиграть время для подготовки к будущей битве при Карабобо, которая обеспечила независимость Венесуэлы. Перемирие было подписано на полгода и обязывало обе армии оставаться на позициях, которые они занимали на момент его подписания и декларировал «…ведение отныне войны между Испанией и Колумбией, как это делают цивилизованные народы». Этот документ стал важной вехой в международном праве, поскольку Сукре впервые в мире узаконил образец гуманного обращения с побежденными в войне, став тем самым пионером утверждения прав человека в этой части.

## Во главе освободительных войск
9 октября 1820 года провинция и город Гуаякиль провозгласили независимость в ходе бескровной революции против местной колониальной администрации. Лидерами переворота являлись эквадорские, колумбийские и перуанские офицеры колониальной испанской армии совместно с местными патриотами и интеллигенцией. Они отправили воинские формирования с целью обороны Кито и распространения революционных идей в остальные регионы страны. 18 октября 1820 года провозгласил независимость город Портовьехо, а 3 ноября — город Куэнка. Сформированная повстанцами дивизия начала поход зп освобождение Эквадора. Однако после первых успехов 22 ноября в сражении при Уачи дивизия была разгромлена, а 20 декабря пала Куэнка. 4 января 1821 года Танисагуа испанцами было разгромлено новое ополчение повстанцев. В этих условиях в войну вмешался С. Боливар, в феврале пославший повстанцам подкрепление, провизию и оружие, а затем направивший в Эквадор для борьбы с испанцами А. Сукре. Он должен был взять на себя руководство патриотической армией и начать операции с целью освобождения города Кито и всей территории Королевской аудиенсии Кито. Политическая цель Боливара состояла в том, чтобы включить все провинции королевской аудиенсии, в том числе Гуаякиль, в Колумбию.
Покинув Колумбию во главе малочисленной армии, Сукре в мае 1821 года добрался до Эквадора. совершил марш-бросок вокруг залива Гуаякиль и провозгласил эту территорию протекторатом Колумбии. Однако после нескольких побед последовало поражение 12 сентября (также возле Уачи). Эта кампания закончилась 90-дневным перемирием между сторонниками независимости и роялистами 18 ноября 1821 года.
18 января 1822 года войска А. Сукре выступили на Кито. 9 февраля они соединились с большим отрядом, присланным на подмогу из Перу генералом Х. де Сан-Мартином. 21 февраля без боя была освобождена Куэнка, затем Риобамба. 25 мая, на следующий день после успешного боя на склонах вулкана Пичинча, испанские войска капитулировали, войска повстанцев вошли в Кито, современную столицу Эквадора. Эквадор был провозглашён свободным и присоединился к Великой Колумбии.
18 июня А. Сукре был назначен С. Боливаром интендантом департамента Кито и получил звание генерал-майора. В самом начале своей деятельности в Кито он основал первую эквадорскую газету, вольное экономическое общество и многочисленные школы. Однако уже вскоре был направлен сначала вести переговоры о союзе и сотрудничестве с Перу, а затем на подавление роялистского мятежа в Пасто (Колумбия).
После этой победы армия Сукре повернула на юго-восток и 6 августа 1824 года одержала победу над роялистами при Хунине, после чего не освобождённой осталось только Верхнее Перу (ныне Боливия), в котором в это время шла резкая конфронтация между умеренно-роялистскими и консервативными силами.
А. Сукре, ещё 21 июня провозглашённый перуанским конгрессом Верховным военным правителем Перу, высадился с большим отрядом в перуанском порту Кальяо 10 октября 1823 года. Он отстранил от власти пошедшего на союз с роялистами президента Перу Х. де ла Риву и активизировал военные действия.
В решающем сражении при Аякучо 9 декабря 1824 года войска под командованием А. Сукре, несмотря на численное превосходство противника, одержали решительную и безоговорочную победу, пленив при этом вице-короля Перу (А. Сукре был провозглашён «великим маршалом Аякучо»). В подписанном командующим роялистскими войсками Хосе де ла Серна акте капитуляции признавалась независимость Перу. 29 января 1825 года был взят Ла-Пас, 7 апреля военная кампания была закончена полной капитуляцией роялистов.

## На посту главы Боливии
После освобождения колоний Сукре стал президентом Боливии, чья независимость 25 мая 1826 года была признана Перу, в состав которого ранее входили 4 департамента, образовавшие новое государство. 9 июля 1825 года он созвал представителей перуанских провинций на конгресс, и принял решение о создании из четырёх провинций Верхнего Перу независимого государства Боливия, которая была официально провозглашена 6 августа в честь битвы при Хунине, выигранной С. Боливаром и А. Сукре. Указом было определено, что новое государство будет носить название «Боливар» в честь Освободителя, который одновременно был назначен «отцом Республики и Верховным главой государства», а столицей объявлялся город Ла-Плата, переименованный в «Сукре» в честь маршала. С. Боливар поблагодарил за эти почести, но отказался от поста президента, назначив на эту должность А. Сукре. Через некоторое время снова обсуждалось название молодой нации, и депутат от провинции Потоси Мануэль Мартин Крус предложил, что так же, как название города Рима происходит от Ромула, от Боливара должна появиться Боливия.
На посту президента новообразованного государства А. Сукре уже в 1826 году активно способствовал принятию конституции, организации государственных институтов, административной системы и территориального деления (уже в январе 1826, взяв за основу французскую модель департаментов). Также благодаря, в частности, его усилиям 15 ноября 1826 года было подписано соглашение с Перу о передаче стране за 5 млн песо территории Арики, Такны и Тарапаки, что давало Боливии прямой выход к тихоокеанскому побережью (также поддерживал сепаратистское движение в перуанской провинции Арекипа, с перспективами её присоединения к Боливии).
Работа, проделанная им в Боливии, особенно в организации государственных финансов и общего управления, имела важное значение. Он стремился содействовать освобождению рабов и разделению земель индейцев, а также предпринимать действия в интересах сферы образования и культуры. Перед конгрессом он был категоричен, заявив, что: «убеждённый в том, что народ не может быть свободным, если общество, которое его составляет, не знает своих обязанностей и прав, я уделил особое внимание государственной системе образования». В течение 13 недель, с 3 февраля по 5 мая 1826 года, в Боливии было издано 13 указов о создании колледжей науки и искусств, а также учебных институтов для сирот и сирот во всех департаментах, а также о создании начальных школ во всех кантонах республики. На посту президента он пытался провести ряд экономических и политических реформ, в том числе экспроприацию земель Римско-католической церкви и создание системы всеобщего среднего образования. Уже в августе 1826 года Сукре восстановил отмененную годом ранее Боливаром подушную подать с индейцев (трибуто). Он продолжил антиклерикальную политику Боливара, в 1826 году закрыв все мелкие монастыри (менее 12 монахов). Также при нём сбор церковной десятины (с 1826 года) перешел государству, которое за это обязалось содержать приходы. Хотя по Конституции 1826 года католицизм был объявлен государственной религией, на практике не все собранные в счёт десятины средства передавались священникам, а шли частично на покрытие бюджетного дефицита. Сукре упразднил монашеские ордена, конфисковал церковное имущество и заменил дань коренных народов на налоговые взносы с владельцев земель и шахт, что сразу вызвало резкую антипатию у земле- и шахтовладельцев (в основном это были креолы).
После антиболиварского переворота в Перу в январе 1827 года резко обострились отношения между перуанцами и Боливией. Попытки А. Сукре заключить союз с Аргентиной и Чили успехом не увенчались. Перуанцы смогли убедить чилийцев в наличии планов раздела континента между Великой Колумбией и Аргентиной, а аргентинцы, находившиеся в состоянии войны с Бразилией, потребовали военного вторжения Боливии в бразильскую Мату-Гросу.
24 декабря 1827 года произошёл военный путч в департаменте Санта-Крус, подавленный верными правительству войсками.
18 апреля 1828 года в ходе нового мятежа А. Сукре сначала пережил покушение (был ранен в лоб и руку), затем, учитывая непрерывные интриги поддерживаемой Перу оппозиции и организованные ею волнения местных жителей против «колумбийцев» в тот же день подал в отставку с поста пожизненного президента (передав пост председателю Совета министров Х. М. Пересу де Урдининеа, сразу перешедшему на сторону оппозиции). С 1 мая началась перуанская агрессия, в результате которой Боливия была почти полностью захвачена и перестала быть союзником Колумбии Боливара. 4 июля А. Сукре был арестован перуанцами, но вскоре отпущен. 2 августа он хотел выступить с последней речью перед Конгрессом в Чукисаке, но почти никто из депутатов не явился на заседание; то же самое произошло на следующий день. Поняв, что депутаты ожидают его ухода, он поручил депутату Мариано Кальвимонте прочитать его речь, в которой он подавал в окончательную отставку и высказывал идеи о реорганизации правительства и учреждении института трёх вице-президентов.
4 сентября 1828 года он прибыл в Кальяо, откуда вместе с четырьмя ближайшими соратниками-офицерами вернулся в Эквадор, где возглавил армию, готовившуюся отразить перуанское вторжение. 10 февраля начались столкновения около Куэнки, а 27 февраля 1829 года произошло сражение у Портете-де-Тарки (кантон Куэнка, провинция Асуай), в ходе которого эквадорцы остановили наступление перуанских войск. 1 марта было подписано соглашение об отводе войск Перу, а 22 сентября подписан перуано-колумбийский мир.

## Последний год жизни
Вернувшись после окончания войны в Боготу, в 1830 году был приглашён возглавить созванный Боливаром «Великий Конгресс», который был призван объединить Эквадор, Колумбию и Венесуэлу в единое федеративное государство. Его противникам удалось провести конституционную норму, что президентом или вице-президентом страны можно быть только с 40 лет (ему было 35), что нарушало планы С. Боливара в его отношении. 8 мая А. Сукре написал прощальное письмо уехавшему в то время из Боготы Боливару и выехал в Эквадор.
Вскоре после возвращения в Эквадор 4 июня 1830 года он был убит (застрелен) во время конной прогулки около деревушки Берруэкос близ Пасто. Считается, что убийцы были подосланы Хосе Марией Обандо, колумбийцем и одним из противников Боливара, но доказательства этого так и не были найдены. Тело пролежало на тропе более суток, пока не было найдено и похоронено местными крестьянами. Узнав о его смерти, Боливар написал: «…Я думаю, что целью этого преступления было лишение Родины моего преемника… Боже мой! Кровь Авеля пролилась!… Жестокая пуля, ранившая его сердце, убила Колумбию и лишила меня жизни».
Позже останки маршала А. Сукре были привезены в Кито его женой и тайно (чтобы предотвратить осквернение) хранились в Паласио-Эль-Диан, семейном поместье неподалёку от Кито. В 1832 году, выполняя волю Сукре, который хотел быть похоронен в эквадорской столице, они были тайно перезахоронены в столичном монастыре Кармен Бахо. В 1904 году они были торжественно перезахоронены в часовне столичного собора, где было сооружено надгробие из андезита вулкана Пичинча, а на стене размещена копия шпаги С. Боливара, подаренная правительством Венесуэлы.

## Память об А. Сукре
В честь Сукре были названы официальная столица Боливии, штат на северо-востоке Венесуэлы и несколько муниципалитетов, международный аэропорт в Кито, район г. Кито, денежная единица в Эквадоре, общая валюта АЛБА и военно-инженерное училище в Боливии. В 2003 году в Венесуэле был создан «План Сукре» по обеспечению доступа к университетскому образованию венесуэльцев. 9 октября 2017 года с космодрома Цзюцюань (КНР) был запущен третий венесуэльский космический спутник, получивший название Satélite Antonio José de Sucre.

## Сукре на денежных единицах
- Сукре на денежной единице сукре Эквадора, 1880-е годы
- Портрет и автограф Сукре на денежной единице песо оро Колумбии, 1947
- Сукре на 10 боливарах Венесуэлы 1990 года